# Gene Milford
Arthur Eugene „Gene“ Milford (* 19. Januar 1902 in Lamar, Colorado; † 23. Dezember 1991 in Santa Monica, Kalifornien) war ein US-amerikanischer Filmeditor, der zweimal den Oscar für den besten Schnitt erhielt.

## Biografie
Milford begann 1926 bei dem Film Two Can Play seine Laufbahn als Editor in der Filmwirtschaft Hollywoods und war bis 1979 bei mehr als 100 Film- und Fernsehproduktionen für den Schnitt verantwortlich.
Bei der Oscarverleihung 1935 gehörte er zu den Nominierten für den erstmals vergebenen Oscar für den besten Schnitt und zwar für One Night of Love (Das leuchtende Ziel, 1934). Bei der Oscarverleihung 1938 erhielt er dann zusammen mit Gene Havlick den Oscar in dieser Kategorie für In den Fesseln von Shangri-La (1937). Seinen zweiten Oscar für den besten Schnitt bekam er 1955 verliehen und zwar für Die Faust im Nacken (1954).
Weitere bekannte Filmen, an denen er als Editor mitarbeitete, waren Vor Blondinen wird gewarnt (1931), Ein Gesicht in der Menge (1957), Fieber im Blut (1961), Taras Bulba (1962), Fremde Bettgesellen (1965), Ein Mann wird gejagt (1966), Warte, bis es dunkel ist (1967), Countdown: Start zum Mond (1967) oder Zwei dreckige Halunken (1970).
1988 erhielt Milford als Erster den ACE Career Achievement Award, den von der Gilde der Editoren (American Cinema Editors) verliehenen Preis für sein Lebenswerk.

## Filmografie (Auswahl)
- 1929: Flieger (Flight)
- 1931: Vor Blondinen wird gewarnt (Platinum Blonde)
- 1934: Das leuchtende Ziel (One Night of Love)
- 1935: Love Me Forever
- 1935: Leise kommt das Glück zu Dir (Let’s Live Tonight)
- 1937: In den Fesseln von Shangri-La (Lost Horizon)
- 1937: Musik in den Fäusten (Something to Sing About)
- 1939: The Mikado
- 1940: Blondie Plays Cupid
- 1943: Higher and Higher
- 1944: Step Lively
- 1951: The Man with My Face
- 1954: Die Faust im Nacken (On the Waterfront)
- 1956: Baby Doll – Begehre nicht des anderen Weib (Baby Doll)
- 1957: Ein Gesicht in der Menge (A Face in the Crowd)
- 1916: Fieber im Blut (Splendor in the Grass)
- 1962: Taras Bulba
- 1964: Monsieur Cognac (Wild and Wonderful)
- 1965: Fremde Bettgesellen (Strange Bedfellows)
- 1966: Ein Mann wird gejagt (The Chase)
- 1967: Countdown: Start zum Mond (Countdown)
- 1967: Warte, bis es dunkel ist (Wait Until Dark)
- 1970: Zwei dreckige Halunken (There Was a Crooked Man...)
- 1975: Der Graf von Monte Christo (The Count of Monte-Cristo)